# (175113) 2004 PF115
(175113) 2004 PF115 est un objet transneptunien du groupe des plutinos.

## Caractéristiques
(175113) 2004 PF115 mesure environ 475 km de diamètre.

## Orbite
L'orbite de 2004 PF115 possède un demi-grand axe de 39,199 ua et une période orbitale d'environ 245 ans. Son périhélie l'amène à 36,802 ua du Soleil et son aphélie l'en éloigne de 41,596 ua.

## Découverte
(175113) 2004 PF115 a été découvert le 7 août 2004.